# Templete Lombardo
El Templete Lombardo (en italiano: Tempietto longobardo) o también oratorio de Santa María in Valle (en italiano: oratorio di Santa Maria in Valle), se encuentra en Cividale del Friuli, en la provincia de Udine. Se trata del más importante y mejor conservado testimonio arquitectónico de la época lombarda y es particularmente importante porque firma la convivencia de motivos puramente lombardos (en los Fregi, por ejemplo) y un renacimiento de los modelos clásicos, creando una especie de continuidad cortesana ininterrumpida entre el arte romano, el arte lombardo y el carolingio (en cuyos talleres trabajaron a menudo maestros lombardos, como en Brescia) y otoniano.

## Historia
Fue edificado hacia la mitad del siglo VIII en el lugar en el que en un tiempo estuvo la gastaldía (o gastaldaga, o gastalderia), que es el palacio del gastaldo, señor de la ciudad; se trataba así de una capilla palatina. La iniciativa se debe probablemente a Astolfo, duque del Friuli del 744 al 749 y rey de los lombardos de 749 a 756, y a su mujer Giseltruda.
Cuando la gastaldía se transformó en monasterio el templete asumió la nueva denominación mariana. Según algunos documentos del siglo IX-X, la corte ocupaba la zona en la cual ahora se encuentra el ex convento de las madres ursulinas y comprendía edificios como la gastaldía, sede del gobierno lombardo, la residencia del duque y el templete que era la capilla de la corte. Las excavaciones arqueológicas llevadas a cabo en el interior del edificio y en sus alrededores han puesto de manifiesto la presencia de estructuras de época tardo-romana y paleocristiana en las cuales se fueron superponiendo sucesivamente los edificios altomedievales.

## Arquitectura
Está compuesto por una sala de base cuadrada con una espaciosa bóveda de crucería, que se cierra con un presbiterio, más bajo, dividido por parejas de columnas en una logia de tres vanos con bóvedas de cañón paralelas. El lado oeste era la antigua pared de entrada y sobre este lado permanecen aún conspicuos restos de una extraordinaria decoración de estucos y frescos. El ábside estaba antiguamente decorado con mosaicos, pero hoy no queda rastro.
Actualmente al templete se accede por el ingreso al antiguo monasterio (ahora convertido en propiedad municipal) y se sale por una pasarela que sobresale sobre el río Natisone, no existente en origen, que conduce a la salida a través de la sacristía y a una entrada secundaria en la pared del presbiterio. La capilla está formada por un alto volumen central que constituye el aula, sobre cuya pared de fondo hay un portal de fachada ricamente ornamentada, ahora cerrada y que comunica con el convento; aquí está el coro de madera que data del siglo XV. El presbiterio está dividido por cuatro columnas adosadas y dos pilastras rectangulares, que abarcan tres vanos con bóveda de cañón y que está separado de la sala por el parapeto del iconostasio.

## Los estucos

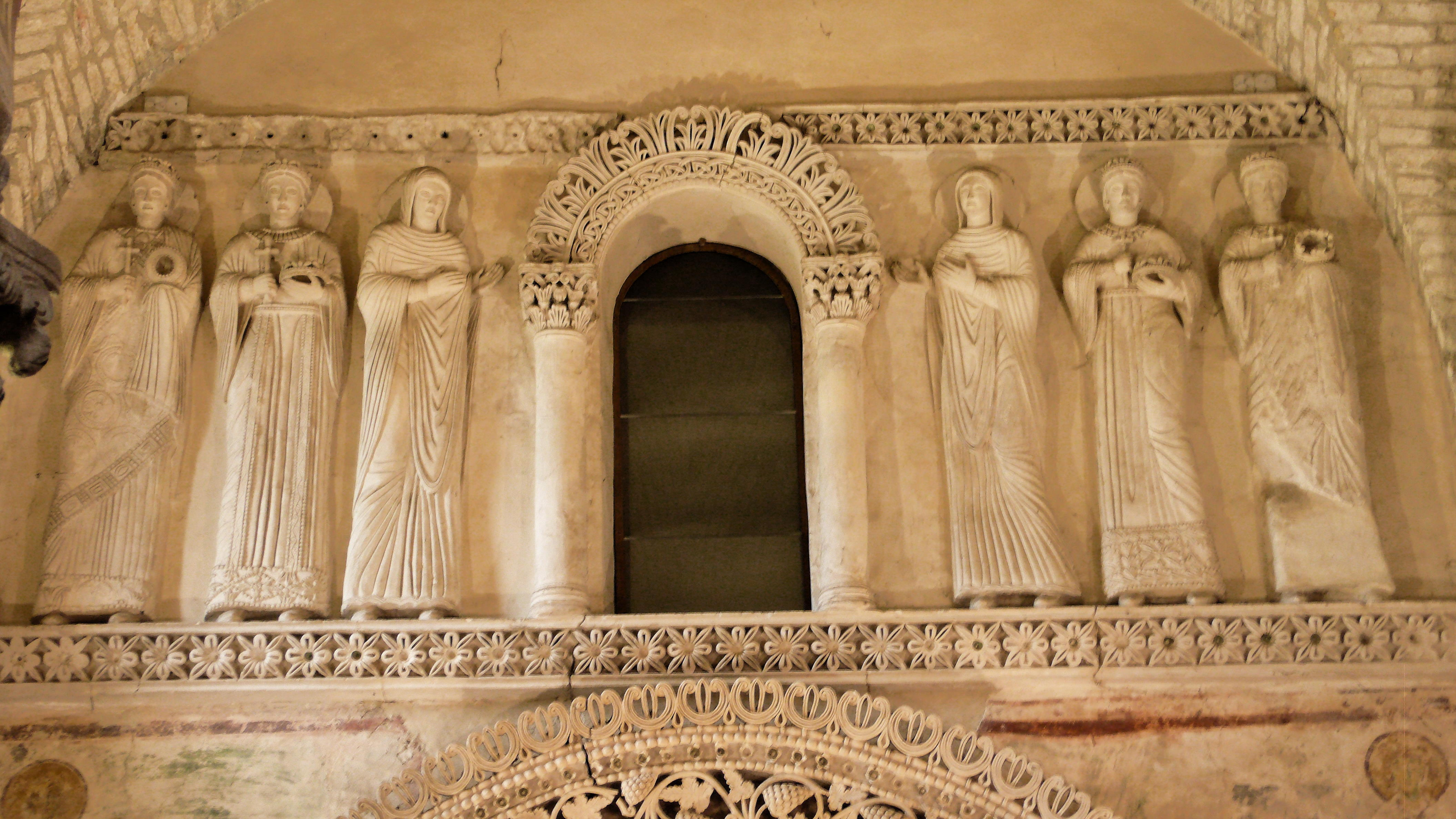
Figuras de Santos en estuco

La luneta de la puerta se enmarca en entredoses de enredaderas con racimos. En el centro está representado Cristo entre los arcángeles Miguel y Gabriel, mientras que en el mismo registro se encuentra una banda con frescos de Mártires. Sobre la luneta del portal se desarrolla un elaborado fresco de zarcillos, enmarcado en rosetas dentro de las cuales se colocan los granos vítreos.
La parte más interesante es, sin embargo, el «fresco» del nivel superior, donde se superponen libremente los elementos arquitectónicos del edificio como las ventanas. Aquí se encuentran seis figuras en relieve de Santos, en estuco, excepcionalmente bien conservadas: sus figuras monumentales están relacionados con modelos clásicos, un contraste con la cultura lombarda. El ropaje de las prendas ricamente decoradas tienen una caída marcadamente rectilínea que recuerda a los modelos bizantinos, de los cuales los Santos destacan por el mayor sentido del volumen y por el verticalismo, ulteriormente marcado por la longitud de los pliegues de las túnicas.
La decoración del estuco permaneció inacabada en las paredes laterales y, originalmente, estaba parcialmente coloreada. La capilla está adornada por algunos ciclos de frescos realizados en épocas diversas: fragmentos desprendidos se conservan incluso en la sacristía y en el museo cristiano del Duomo.